# Place des Chasseurs Ardennais
Pour les articles homonymes, voir Rue des Chasseurs Ardennais.
La place des Chasseurs Ardennais (en néerlandais : Ardense Jagersplein) est une place bruxelloise de la commune de Schaerbeek, située le long de la rue du Noyer. L'avenue Charbo, l'avenue Léon Mahillon, l'avenue Émile Max et la Rue Rasson y aboutissent également.
Cette place porte le nom de deux divisions d'élite de l'armée belge, les Chasseurs ardennais.
Tous les vendredis après-midi de 14 h à 20 h il y a un marché sur la place. C'est l'un des 5 marchés hebdomadaires de la commune.
La place compte trois arbres répertoriés comme arbres remarquables par la Commission des monuments et des sites,, :
1. Érable plane (Acer platanoides) (circonférence 3,18 m)
2. Érable plane (Acer platanoides) (circonférence 2,14 m
3. Cerisier du Japon (Prunus serrulata 'Kanzan') (circonférence 2,29 m)

La place réaménagée en 2012-2013 a été inaugurée le 20 mars 2013.

## Adresses notables
- no 20 : Le Saint-Hubert
- no 20 : Constellations asbl
- no 24 : Eventimmo